# Zamek w Krajowie
Zamek w Krajowie – zabytkowy zamek wybudowany w XVII w. w Krajowie – wsi w Polsce, w województwie dolnośląskim, w powiecie legnickim, w gminie Krotoszyce nad Nysą Szaloną.

## Historia
Obiekt przebudowany w XVIII/XIX w. jest częścią zespołu, w skład którego wchodzi jeszcze park krajobrazowy.

## Architektura
Zamek jest budowlą dwukondygnacyjną, dwuskrzydłową, pokrytą dachem dwuspadowym. W czasie II wojny światowej uległ znacznym zniszczeniom. Wyremontowany został w drugiej połowie XX wieku.
W pobliżu zamku, przy głównej drodze, stoi głaz upamiętniający znajdującą się w zamku podczas bitwy nad Kaczawą kwaterę marszałka Etienne’a Macdonalda.